# گارگامل
گارگامل (به فرانسوی: Gargamel) شخصیتی داستانی در اسمورف‌ها است.
او یک جادوگر شیطانی و دشمن قسم خوردهٔ اسمورف‌ها است و همواره تلاش می‌کند که اسمورف‌ها را به چنگ آورد و از آن‌ها برای قدرتمندتر شدن استفاده کند.او گل نمک یا اسمورفت را را ساخت تا اسمورف ها را نابود کند اما گل نمک در مقابل او ایستاد . او یک گربه به نام پشمالو دارد که به او کمک میکند.

## بازیگر
در فیلم اسمورف‌ها ۱ و ۲ هانک آزاریا در نقش گارگامل بازی کرده‌است.